# Arteria colateral media
La arteria colateral media es una arteria que se origina en la arteria profunda del brazo. No presenta ramas. Se anastomosa con la arteria interósea recurrente cerca del codo.

## Distribución
Se distribuye hacia el músculo tríceps braquial y la articulación del codo.